# Uli Zech
Uli Joseph Oskar Johannes Zech (* 7. Januar 1927 in Aachen; † 19. August 2010 in München) war ein deutscher Architekt, Stadtplaner und Baubeamter.

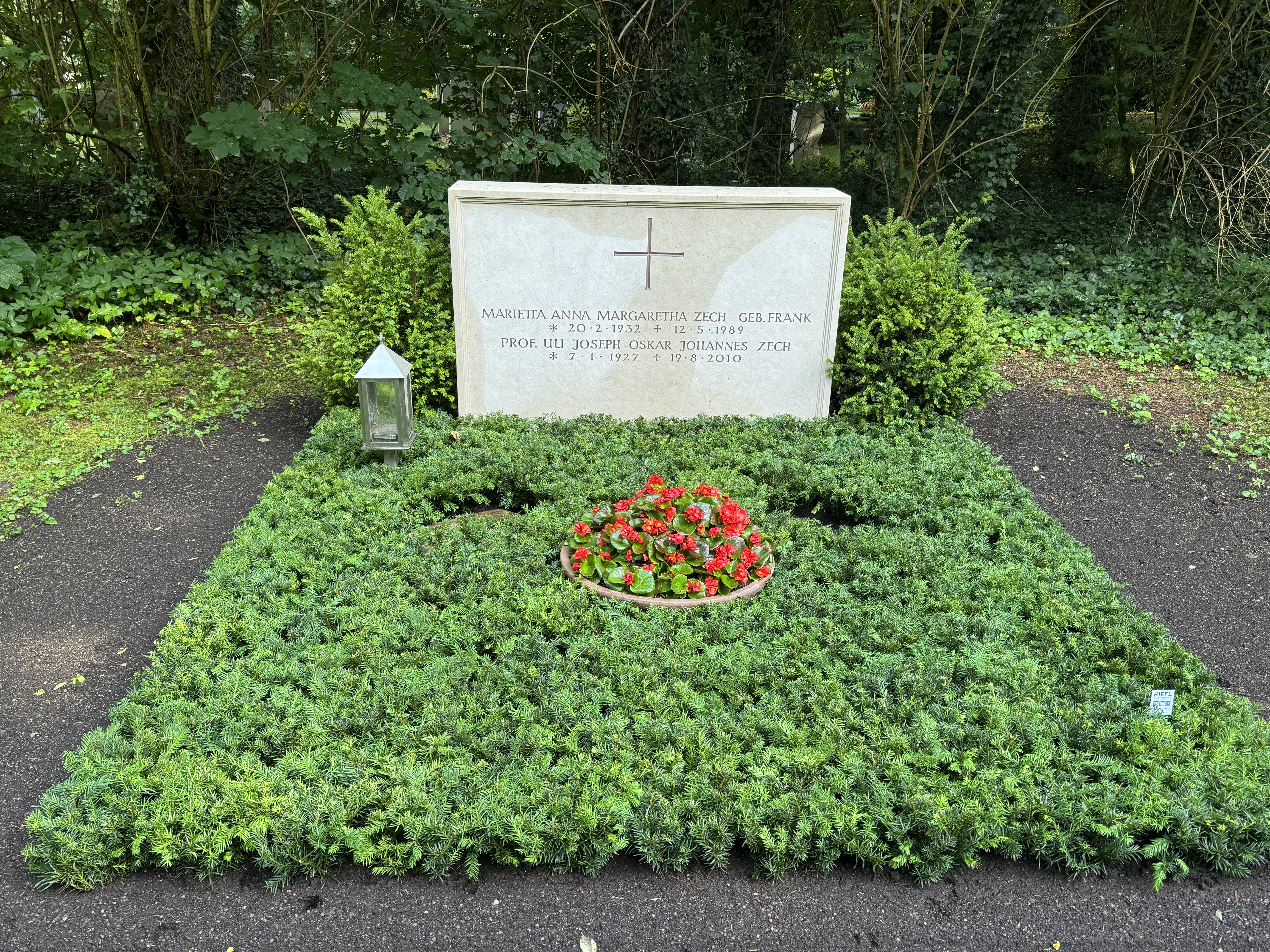
Das Grab von Uli Zech und seiner Ehefrau Marietta Anna Margaretha geborene Frank auf dem Waldfriedhof (München)

## Berufsleben
Nach dem Studium der Architektur und Tätigkeit als Baurat in Hamburg war der Sozialdemokrat Zech von 1970 bis 1992 als Nachfolger von Detlev Marx Stadtbaurat in München. Er behielt dieses Amt auch von 1978 bis 1984, als Erich Kiesl von der CSU als Oberbürgermeister amtierte; in diese Zeit fiel die Affäre um das „Baulandgeschenk“ für den heutigen Zamilapark an den Bauherren Josef Schörghuber. Im Amt des Stadtbaurats in München folgte Zech die parteilose Christiane Thalgott. Im Anschluss an seine Zeit als Stadtbaurat leitete er bis 1994 das Institut für Städtebau und Wohnungswesen (ISW) der Deutschen Akademie für Städtebau und Landesplanung. Von 1993 bis 2003 war er in Dresden als Berater des Sächsischen Ministerpräsidenten Kurt Biedenkopf in Fragen der Stadt- und Landesplanung am Aufbau der neuen Bundesländer beteiligt.
In Zechs Amtszeit als Münchner Stadtbaurat fiel der Bau des größten Teils des Arabellaparks und weiterer Großsiedlungen in Schwabing und Sendling. Stadtbildprägend sind auch die damals verwirklichten Neubauten für das Europäische Patentamt, die Zentrale der Hypo-Bank und das Kulturzentrum am Gasteig. Mit dem Ostpark, dem Westpark und dem Denninger Anger wurden wichtige Grünzüge angelegt. Gegen Ende der Amtszeit Zechs wurde der Wettbewerb für die Neue Messe München und die benachbarte Messestadt Riem entschieden.

## Auszeichnungen
- Honorarprofessor der TU München
- Medaille München leuchtet in Gold
- Bayerischer Verdienstorden